# عبد الله الهليل
عبد الله فارس الهليل لاعب كرة قدم سعودي ، في مركز الوسط ، يلعب حاليا مع نادي الوصيل.

## مسيرة اللاعب
مثل نادي النصر في الفئات السنية و لعب بعدها مع نادي المزاحمية ونادي الشعيب ونادي الوصيل.